# Кагач (приток Когильника)
Кагач (укр. Кагач) — река в Татарбунарском районе Одесской области Украины. Устье реки находится в 8 км от устья реки Когильник, в городе Татарбунары.

## География
Длина — 15 или 29,5 км. Площадь бассейна — 108 км². Берёт начало северо-западнее города Татарбунары. Течёт на юго-восток, затем на восток. Русло слабо извилистое, в нижнем течении выпрямлено в канал (канализировано). У истоков создан крупный пруд. В период 1952—1958 годов в городе Татарбунары существовал пруд.
Приток — балка Баштанка.